# Alliopsis sitiens
Alliopsis sitiens är en tvåvingeart som först beskrevs av Collin 1943.  Alliopsis sitiens ingår i släktet Alliopsis och familjen blomsterflugor. Inga underarter finns listade i Catalogue of Life.